# مرسک کاپ کاست
مرسک کاپ کاست (به انگلیسی: Maersk Cape Coast) یک کشتی است که طول آن  249 m می‌باشد. این کشتی  در سال ۲۰۱۱ ساخته شد.